# Sliver of a sun
Sliver of a sun is het debuutalbum van de Amerikaanse rockband IZZ. Het album werd opgenomen in de Underground Studios te New York, behalve de drumpartij in Assurance, die werden op genomen in The Knitting Factory in dezelfde stad. Het hoesontwerp was van Chris LoParco. Het album werd uitgebracht via het eigen platenlabel Doone Records, gevestigd in New York. 
De complexe muziek doet denken aan die van Emerson, Lake & Palmer, Genesis, Yes, King Crimson en af en toe The Beatles met ambientinvloeden. Opvallend is dat IZZ gebruik maakte van twee drummers per track. De titel van het album wordt vermeld in Razor ("See the razor moon, sliver of a sun"). Ze werden destijds vergeleken met andere nieuwkomers binnen het genre zoals Spock's Beard en Salem Hill.

## Musici
IZZ:
- Tom Galgano – zang, toetsinstrumenten
- John Galgano – elektrische gitaar
- Brian Coralian – drumstel, percussie
- Greg DiMiceli – drumstel, percussie
- Philip Gaita – basgitaar

Met
- Paul Bremner – gitaar
- Michele Salustri – achtergrondzang (Lornadoone, Assurance, Take it higher, Where I belong)
- Danielle Altieri – (achtergrond)zang, dwarsfluit (Lornadoone, Where I belong)

## Muziek
| Nr. | Titel                                                                        | Duur  |
| --- | ---------------------------------------------------------------------------- | ----- |
| 1.  | Endless calling (T. Galgano, Bernard, J. Galgano, Gaita, Coralian, DiMiceli) | 5:07  |
| 2.  | I get lost (J. Galgano)                                                      | 4:42  |
| 3.  | Lornadoone (T. Galgano, Bernard, J. Galgano, Bremner)                        | 4:14  |
| 4.  | She walked out the door ()                                                   | 3:00  |
| 5.  | Assurance (T. Galgano, J. Galgano, Gaita, Coralian, DiMiceli)                | 9:03  |
| 6.  | Take it higher (T. Galgano, Bernard, J. Galgano)                             | 3:14  |
| 7.  | Double bass (J. Galgano)                                                     | 2:23  |
| 8.  | Just a girl (T. Galgano)                                                     | 4:16  |
| 9.  | Meteor (T. Galgano, J. Galgano)                                              | 5:21  |
| 10. | Razor (T. Galgano, J. Galgano, Gaita, Coralian, DiMiceli)                    | 7:00  |
| 11. | Where I belong (T. Galgano, Bernard, J. Galgano)                             | 10:19 |